# Georges Corriveau
Pour les articles homonymes, voir Corriveau.
Georges Corriveau (17 juillet 1951 à Edmundston au Nouveau-Brunswick -  ) est un ingénieur et un homme politique canadien.

## Biographie
Son père est Luc Corriveau et sa mère est Laurette Beaulieu. Il étudie à l'Université de Moncton. Il épouse Élaine Violette le 23 juin 1976 et le couple a deux enfants.
Il est député de Madawaska-les-Lacs à l'Assemblée législative du Nouveau-Brunswick de 1987 à 1995 en tant que libéral. Il est aussi ministre d'État à l'Autoroute électronique et à l'information de 1994 à 1995.
Il est membre du Club optimiste, de l'organisation des Jeux régionaux de l'Acadie à Edmundston et président de l'Association de gymnastique rythmique sportive.